# Fédération bosnienne de rugby à XV
La Fédération bosnienne de rugby à XV (officiellement en bosnien : Ragbi savez Bosne i Hercegovine) est l'instance qui régit l'organisation du rugby à XV en Bosnie-Herzégovine.

## Historique
La Ragbi savez Bosne i Hercegovine est fondée en 1992,.
Dès sa première année d'existence, elle devient membre de la FIRA-AER, organisme européen du rugby. Elle devient ensuite en octobre 1996 membre de l'International Rugby Board, organisme international du rugby,.
Lors de sa session du 24 avril 2010, le Comité national olympique de Bosnie-Herzégovine accorde le statut de membre à la fédération bosnienne de rugby,.